# Катрич Віктор Олександрович
Катрич Віктор Олександрович (нар. 18 вересня 1944 р. м. Мерефа Харківського району Харківської області) – учений у галузі теоретичної та прикладної електродинаміки і теорії електромагнітного поля, доктор фізико-математичних наук (2005), професор (2006), завідувач кафедри, перший проректор з наукової роботи Харківського національного університету імені В. Н. Каразіна (2013-2022), академік Академії наук вищої школи України з 2019 року за науковим відділенням фізики та астрономії, відмінник освіти України (2004), лауреат Державної премії України в галузі науки і техніки (2016), заслужений діяч науки і техніки України (2020).

## Життєпис
Віктор Олександрович Катрич народився 18 вересня 1944 р. в м. Мерефа Харківського району Харківської області. У 1967 році закінчив радіофізичний факультет Харківського державного університету ім. О.М. Горького за спеціальністю «Радіофізика та електроніка».

## Професійна діяльність
- 1967-1987 - працював на посадах інженера, старшого інженера, старшого наукового співробітника науково дослідної частини, старшого викладача радіофізичного факультету

- 1981 - захист кандидатської дисертації на тему: «Питання наближеної теорії хвилеводно-щілинних випромінювачів та отворів зв'язку» за спеціальністю 01.04.03 – радіофізика

- 1984-1995 - заступник декана з наукової роботи радіофізичного факультету Харківського національного університету імені В.Н. Каразіна

- 1984-1995 - заступник проректора з наукової роботи Харківського національного університету імені В.Н. Каразіна

- 1987-2006 - доцент кафедри прикладної електродинаміки

- 1990 - отримав учене звання доцента по кафедрі прикладної електродинаміки

- 2005 - захист докторської дисертації на тему: «Збудження та випромінювання електромагнітних полів регулярними і нерегулярними хвилевидно-щілинними структурами» за спеціальністю 01.04.03 – радіофізика

- 2005-2006 - професор кафедри прикладної електродинаміки

- 2006 - отримав звання професора кафедри прикладної електродинаміки

- 2006-по теперішній час - професор кафедри фізичної і біомедичної електроніки та комплексних інформаційних технологій

- 2007-2016 - завідувач кафедри фізичної і біомедичної електроніки та комплексних інформаційних технологій

- 2013-2022 - проректор з наукової роботи Харківського національного університету імені В.Н. Каразіна

## Звання та нагороди
- 1980 - нагороджений медаллю СРСР «За доблесний труд»

- 2004 - Почесна грамота Міністерства освіти і науки України

- 2004 - Почесна грамота Кабінету Міністрів України

- 2004 - нагороджений нагрудним знаком МОН України ««Відмінник освіти»

- 2008 - нагрудний знак "За наукові досягнення"

- 2010 - Почесна грамота Президії НАН України

- 2010 - нагороджений Грамотою Верховної Ради України

- 2014 - нагороджений Почесною відзнакою Харківської обласної ради «Слобожанська слава»

- 2016 - лауреат Державної премії України в галузі науки і техніки 2016 року за роботу «Створення випромінюючих структур багатофункціональних радіоелектронних систем»

- 2017 - Подяка Президії НАН України

- 2017 - Почесна грамотою Харківської обласної державної адміністрації

- 2019 - Відзнака Національної академії наук України «За сприяння розвитку науки»

- 2020 - нагороджений Почесним званням "Заслужений діяч науки і техніки України"

- 2021 - Лауреат стипендії Кабінету Міністрів України за видатні заслуги у сфері вищої освіти з 2021 року

- 2021 - заслужений професор Харківського національного університету імені В.Н. Каразіна з 2021 року[1][2].

## Наукова, педагогічна та навчально-методична робота
Професор Катрич В. О. співавтор понад 620 наукових праць, з яких понад 200 опубліковано у виданнях США  (у тому числі розділи у 28-ми тематичних виданнях Progress in electromagnetics research, EMW Pablishing, Cambridge, Massachusetts), 21 патенту та 12 навчальних посібників. Базою даних SCOPUS індексуються 299 наукових публікацій, Індекс Гірша (h-індекс) за Sсopus – 11.
Віктор Олександрович був науковим консультантом 3 докторських дисертацій та керівником 5 кандидатських дисертацій.
Під керівництвом професора Катрича було виконано більше 40 науково-дослідних робіт, у тому числі за рішеннями секції спеціальних проблем НАН України щодо забезпечення обороноздатності та національної безпеки держави.
Професор Катрич В. О. є головою спеціалізованої вченої ради університету із захисту докторських та кандидатських дисертацій Д 64.051.13 за спеціальністю 03.00.02 – біофізика (фізико-математичні науки); членом спеціалізованої вченої ради університету із захисту докторських та кандидатських дисертацій Д 64.051.02 за спеціальністю 01.04.03 – радіофізика (фізико-математичні науки); членом редакційної колегії наукового фахового видання України «Вісник Харківського національного університету імені В. Н. Каразіна», серія «Радіофізика»; здійснює рецензування наукових статей у збірниках статей міжнародних наукових конференцій, що індексуються БД Scopus.
Катрич В. О. є членом Харківської філії міжнародної організації науковців Інституту інженерів з електротехніки та електроніки IEEE (USA), співголовою та членом програмних і організаційних комітетів 3-х міжнародних конференцій з радіофізики, теорії і техніки антенних систем, широкосмугових сигналів.